# Paola Guevara
 (août 2025).
Le contenu est difficilement compréhensible vu les erreurs de traduction, qui sont peut-être dues à l'utilisation d'un logiciel de traduction automatique.
 (août 2025).
Paola Guevara, née à Cali en 1977, est une journaliste, éditrice et écrivaine colombienne, reconnue par son travail dans le journalisme dans des journaux tels que El Tiempo, El País, Cambio, Credencial et Cromos. Ses romans Mi padre y otros accidentes et Horóscopo ont été publiés par les éditions Planeta,,.

## Biographie
Paola Guevara est née en Cali en 1977. À Bogotá elle a fait des études en journalisme à laPontificia Universidad Javeriana. Elle a travaillé pour El Tiempo après ses études. En 2007 elle a entamé sa trajectoire dans le quotidien El País, où elle a occupé le poste d'éditrice de tendances et culture.
Ses textes sont apparus dans des médias colombiens tels que Cambio, Cromos, Carrusel, Credencial, Star, Shock et DonJuan. Elle a contribué par des chroniques journalistiques dans les livres El género del coraje, Corps et Esto que hemos heredado. Elle a écrit les romans Mi padre y otros accidentes et Horóscopo, tous deux publiés par les éditions Planeta,,.
En 2016 elle a été incluse dans la liste des « 21 personnes de l'année » en Colombie dans la revue Credencial et dans la liste des « 100 personnes de l'année » dans les Nouvelles de Caracol.